# Xavier Léon-Dufour
Xavier Léon-Dufour, né le 7 mars 1912 à Paris et mort à Pau le 13 novembre 2007 à Pau, est un prêtre jésuite français, théologien et bibliste.

## Biographie
Après ses études secondaires à Bordeaux Xavier Léon-Dufour entre dans la Compagnie de Jésus l'âge de 17 ans. Il fait sa théologie au théologat de Fourvière (à Lyon). Il est ordonné prêtre en 1943 alors qu'il est un membre actif de la résistance dans le Sud-Ouest pendant la Seconde Guerre mondiale.
Comme jeune jésuite il est d'abord professeur d'Écriture sainte au théologat des jésuites français à Enghien en Belgique avant de revenir en 1957 au théologat de Fourvière (à Lyon) pour y enseigner la théologie. En 1974, il devient enseignant d'exégèse biblique au centre Sèvres de Paris. À partir de ces années il réalise d'importants travaux de recherche sur les évangiles synoptiques et sur l'évangile selon Jean avec au terme la publication entre 1988 et 1996 de quatre volumes sur le sujet. Son usage dans ses recherches et sa défense de la méthode historico-critique lui valurent un certain nombre de critiques.
Xavier Léon-Dufour restera célèbre dans le monde catholique pour son Vocabulaire de théologie biblique, publié en 1962, une œuvre qui restera, cinquante ans plus tard, un ouvrage de référence pour les étudiants en théologie et qui fut traduit en plus de vingt langues.
Par ailleurs il fut un temps directeur de collections aux éditions du Seuil et aux éditions du Cerf. Il fut aussi nommé président de la Studiorum Novi Testamenti Societas en 1980.

## Ouvrages
- L'Évangile et les évangiles, 1954, nouvelle édition de l'ouvrage de Joseph Huby, revue par X. Léon-Dufour
- Concordance des évangiles synoptiques, 1956, Éditions Desclée et Cie
- L'épisode de l'enfant épileptique, dans La formation des évangiles.Problèmes synoptique et Formgeschichte, Louvain,1957, pages 85 à 115
- Mariage et célibat, 1965
- Études d'Évangile, 1967, Ed. du Seuil, Paris
- La Résurrection du Christ et l'exégèse moderne, 1969
- Vocabulaire de théologie biblique, 1970
- Exégèse et Herméneutique, 1976
- Les Miracles de Jésus selon le Nouveau Testament, 1978
- Face à la mort, Jésus et Paul, 1982
- À cause de l'Évangile, 1985
- Résurrection de Jésus et Message pascal, 1985
- Les Évangiles et l'Histoire de Jésus, 1986, 526 pages, Éditions du Seuil, Paris
- Les Paraboles évangéliques, 1989
- Origine et postérité de l'Évangile de Jean, 1990
- Le Partage du pain eucharistique selon le Nouveau Testament, 1990
- Dieu se laisse chercher, entretien avec J.-M. de Montremy, 1995
- L'Évangile exploré, 1996
- Dictionnaire du Nouveau Testament, 1996
- 25 noms propres pour entrer dans la Bible, 1997
- 35 mots pour entrer dans la Bible, 1997
- Saint François Xavier, Itinéraire mystique de l'apôtre, 1997
- Agir selon l'Évangile, 2002
- Un bibliste cherche Dieu, 2003
- Le pain de la vie, 2005
- Lecture de l'évangile selon Jean, 4 volumes, 1988-1996